# Neobisium reimoseri
Espèce
Synonymes
- Obisium reimoseri Beier, 1929
- Neobisium reimoseri histricum Beier, 1939

Neobisium reimoseri est une espèce de pseudoscorpions de la famille des Neobisiidae.

## Distribution
Cette espèce se rencontre en Slovénie, en Croatie et en Italie.

## Description
Neobisium reimoseri mesure de 3 à 3,5 mm.

## Liste des sous-espèces
Selon Pseudoscorpions of the World (version 3.0) :
- Neobisium reimoseri croaticum Beier, 1939
- Neobisium reimoseri reimoseri (Beier, 1929)

## Systématique et taxinomie
Cette espèce a été décrite sous le protonyme Obisium reimoseri par Beier en 1929. Elle est placée dans le genre Neobisium par Beier en 1932.

## Étymologie
Cette espèce est nommée en l'honneur d'Eduard Reimoser.
Le nom de la sous-espèce lui a été donné en référence au lieu de sa découverte, la Croatie.

## Publications originales
- Beier, 1929 : Die Pseudoskorpione des Wiener Naturhistorischen Museums. II. Panctenodactyli. Annalen des Naturhistorischen Museums in Wien, vol. 43, p. 341-367 (texte intégral).
- Beier, 1939 : Die Höhlenpseudoscorpione der Balkanhalbinsel. Studien aus dem Gebiete der Allgemeinen Karstforschung, der Wissenschaftlichen Höhlenkunde, der Eiszeitforschung und den Nachbargebieten, vol. 4, p. 1-83.